# Tomolamia
Tomolamia is een kevergeslacht uit de familie van de boktorren (Cerambycidae). De wetenschappelijke naam van het geslacht werd voor het eerst geldig gepubliceerd in 1893 door Lameere.

## Soorten
Tomolamia omvat de volgende soorten:
- Tomolamia irrorata Lameere, 1893
- Tomolamia unicoloripennis Breuning, 1977